# Sancti-Spíritus (Kastylia i León)
Sancti-Spíritus – gmina w Hiszpanii, w prowincji Salamanka, w Kastylii i León, o powierzchni 141,90 km². W 2017 roku gmina liczyła 841 mieszkańców.